# Samorząd Regionu Emek ha-Majanot
Samorząd Regionu Emek ha-Majanot (hebr. מועצה אזורית עמק המעיינות, Mo’atza Azorit Emek Hamaajanot; ang. Valley of Springs Regional Council; pol. Samorząd Regionu Doliny Źródeł) – samorząd regionu położony w Dystrykcie Północnym, w Izraelu. Do 2008 roku nazywał się Samorząd Regionu Doliny Bet Sze’an (hebr. מועצה אזורית בקעת בית שאן, Mo’atza Azorit Bik’at Beit Sze’an).

## Położenie
Samorząd regionu jest położony wokół miasta Bet Sze’an w Dolinie Bet Sze’an, będącej częścią Doliny Jordanu w Dolnej Galilei. Dwa osiedla znajdują się bardziej na północy, w południowej części Doliny Kinaret, a trzy osiedla w masywie górskim Gilboa, górującym od południa nad Doliną Bet Sze’an.
Samorząd Regionu Emek ha-Majanot jest położony w Poddystrykcie Jezreel, w Dystrykcie Północnym Izraela.

## Demografia
Samorząd regionu skupia 24 osady rolnicze, których stałymi mieszkańcami są wyłącznie Żydzi. Według danych Centralnego Biura Statystyki w 2010 w samorządzie mieszkało 11 048 osób. Jest to populacja typowo wiejska. Pod względem wyznaniowym większość to wyznawcy judaizmu (97,9%). Według danych z 2009, przyrost naturalny w porównaniu do poprzedniego roku wyniósł 0,9%. W roku tym urodziło się 210 dzieci, a zmarły 53 osoby. Całkowity przyrost naturalny wyniósł 157 osób.
| Wiek (w latach) | Procent populacji w % |
| --------------- | --------------------- |
| 0 – 4           | 9,2                   |
| 5 – 9           | 8,2                   |
| 10 – 14         | 8,3                   |
| 15 – 19         | 9,8                   |
| 20 – 29         | 15,3                  |
| 30 – 44         | 17,7                  |
| 45 – 59         | 15,4                  |
| 60 – 64         | 4,8                   |
| 65 –            | 11,3                  |

## Historia

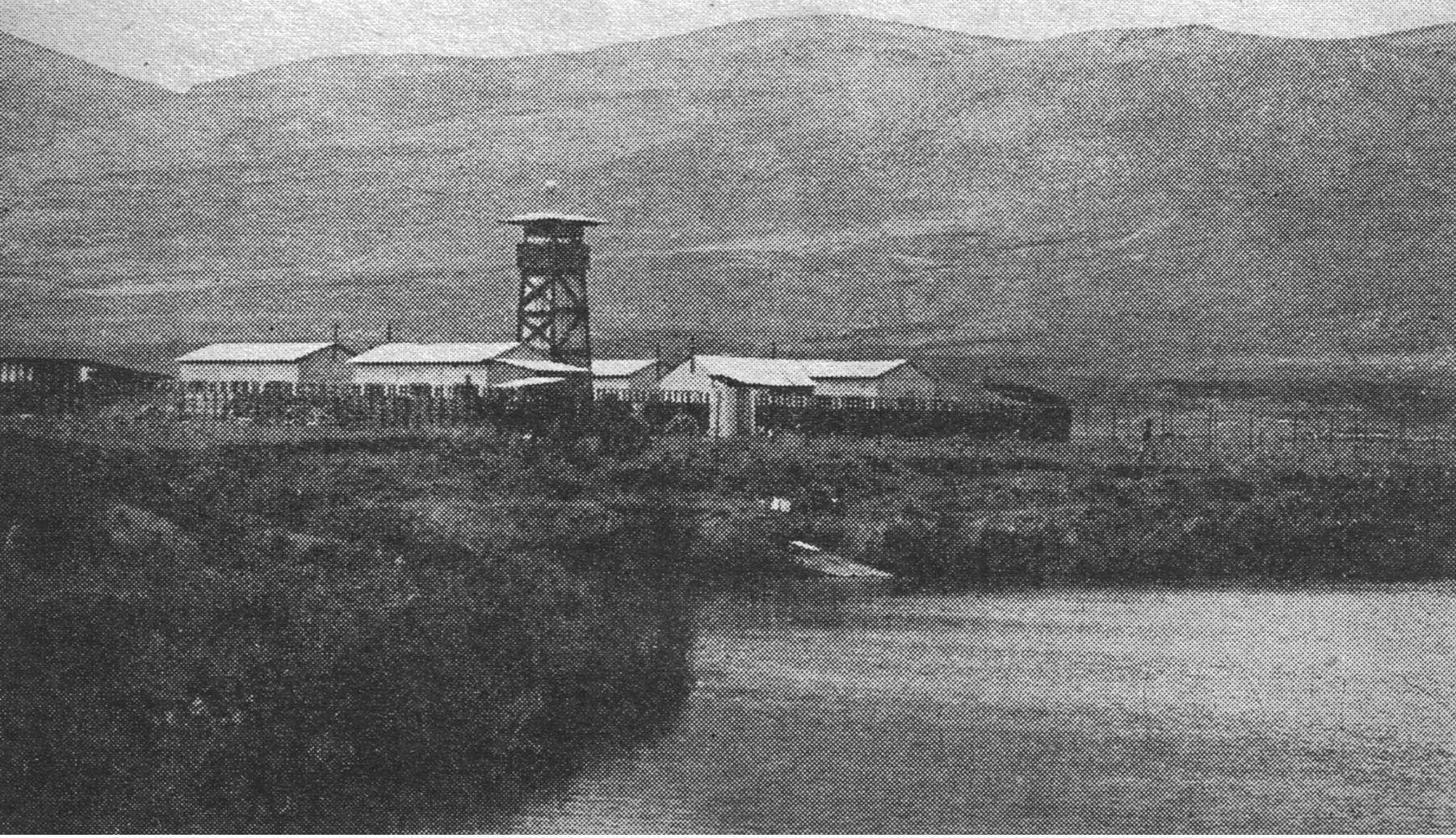
Kibuc Nir Dawid w 1945

Samorząd Regionu Emek ha-Majanot został utworzony w 1949 roku, chociaż historia osadnictwa żydowskiego w Dolinie Bet Sze’an zaczęła się dużo wcześniej. Już na początku lat 30. XX wieku organizacje syjonistyczne wykupiły w tym rejonie znaczne ilości ziemi od arabskich właścicieli. Gdy w kwietniu 1936 roku wybuchło arabskie powstanie w Palestynie, Arabowie podpalali i niszczyli żydowskie pola uprawne. Zmusiło to pionierów do szukania sposobów skutecznej metody obrony. Szlomo Grazowski przedstawił wówczas koncepcję budowy nowej obronnej osady rolniczej. W ciągu jednego dnia miano budować baraki mieszkalne, obserwacyjną wieżę strażniczą i podwójne ściany palisady wypełnione w środku żwirem, z zewnętrzną linią obronną utworzoną z zasieków z drutów kolczastych. W ten sposób niemożliwe było wrzucenie granatu ręcznego do środka osady. W ten sposób, 10 grudnia 1936 roku założono pierwszy kibuc nazwany Tel Amal (hebr. תל עמל). Była to pierwsza osada obronna nowego typu, później budowana w innych miejscach w całym kraju. W 1940 roku zmieniono nazwę kibucu na obecną, Nir Dawid. Jest on położony w strategicznym miejscu doliny, na zachód od miasta Bet Sze’an.
W styczniu 1937 roku do Doliny Bet Sze’an przyjechała grupa absolwentów żydowskiej szkoły rolniczej Mikwe Jisra’el. Jako pierwszy powstał wówczas położony na północny zachód od miasta Bet Sze’an, kibuc Sede Nachum. W kwietniu tego samego roku, na północnej krawędzi Doliny Bet Sze’an imigranci z Polski, Rumunii i Niemiec założyli moszaw Bet Josef. W tym samym roku imigranci z Polski i Niemiec założyli położone przy rzece Jordan dwa kibuce: w centralnej części Ma’oz Chajjim i w południowej części doliny Tirat Cewi. Wszystkie te osady były wioskami rolniczymi, wybudowanymi z palisadą obronną i wieżą obserwacyjną. Pierwsi pionierzy żyli w trudnych warunkach. Okoliczne bagna powodowały chorobę malarii, która szybko rozprzestrzeniała się wśród osadników. Chorowała dwie trzecia mieszkańców. W dniu 28 lutego 1938 roku arabska banda usiłowała napaść na kibuc Tirat Cewi, została jednak odparta. W drugiej połowie 1938 roku do Doliny Bet Sze’an dotarła fala imigrantów z Polski, Niemiec, Austrii, Czechosłowacji i Bułgarii. Wielu z nich było członkami młodzieżowego ruchu syjonistycznego Bene Akiwa. Powstały wówczas nowe osady rolnicze. Na wschód od miasta Bet Sze’an, pomiędzy miastem a istniejącym już od roku kibucem Maoz Chaim powstał teraz nowy kibuc Newe Etan. Na południe od Ma’oz Chajjim, przy samej rzece Jordan utworzono kibuc Kefar Ruppin. Na zachód od miasta Bet Sze’an, przy istniejącym kibucu Nir David utworzono nowy kibuc Mesillot. Kolonizację doliny kontynuowano w następnym 1939 roku. Na północny wschód od miasta Bet Sze’an założono kibuc Chamadja. Osadnicy nie zdołali się jednak długo utrzymać, ponieważ brakowało wody. Z tego powodu osada została opuszczona, a jej budynki splądrowane i spalone przez Arabów. W tym samym roku, przy istniejącym na południu doliny kibucu Tirat Cewi założono nowy kibuc Sede Elijjahu. Natomiast na północ od doliny, w pobliżu strategicznego punktu Naharajim w którym znajdowała się elektrownia wodna i mosty na rzece Jordan, utworzono kibuc Geszer. Pierwsze lata istnienia każdej z tych osad były bardzo trudne. Osadnicy musieli łączyć ciężką pracę ze stałą służbą wartowniczą. Znaczna część dostępnych środków była przeznaczana na podtrzymywanie obronności i zapewnienie bezpieczeństwa mieszkańcom. Okoliczne bagna i malaria wciąż były przyczyną dużych strat.
Wykorzystując lata II wojny światowej i współpracę z brytyjskimi władzami Mandatu Palestyny, organizacje żydowskie zdołały w 1942 roku odbudować zniszczony w 1939 roku kibuc Chamadja. Po wojnie, w styczniu 1946 roku utworzono na południe od miasta Bet Sze’an nowy kibuc En ha-Naciw. Rosnące osadnictwo żydowskie było jednak przyczyną narastania konfliktu żydowsko-arabskiego. Wielka Brytania poszukując sposobu rozwiązania konfliktu, przekazała problem Palestyny w ręce ONZ. Przyjęta 29 listopada 1947 roku Rezolucja Zgromadzenia Ogólnego ONZ nr 181 przyznała cały obszar Doliny Bet Sze’an państwu żydowskiemu. W dzień po przyjęciu rezolucji wybuchła wojna domowa w Palestynie, której kontynuacją była I wojna izraelsko-arabska. 16 lutego 1948 roku kibuc Tirat Cewi zaatakował arabski oddział dowodzony przez Fauziego al-Kawukdżiego. W trakcie ciężkiej walki zginął 1 obrońca i 57 napastników. Po nieudanym ataku większość mieszkańców okolicznych wiosek uciekła, ponieważ obawiała się żydowskiej zemsty. W następnych miesiącach żydowska organizacja paramilitarna Hagana wysiedliła i zniszczyła praktycznie wszystkie tutejsze wioski arabskie. W walkach zniszczone zostały także kibuc Geszer (bitwa o Geszer) i moszaw Bet Josef. Geszer odbudowano natychmiast po wojnie. Jeszcze przed końcem wojny do Doliny Bet Sze’an zaczęli napływać nowi imigranci żydowscy, którzy w większości byli ocalonymi z Holocaustu w Europie. W czerwcu 1948 roku założyli oni na południowy zachód od miasta Bet Sze’an dwa kibuce Szeluchot i Reszafim. Początkowo ściśle ze sobą współpracowały, a po uzyskaniu samodzielności, w czerwcu 1949 roku rozdzieliły się. W marcu 1949 roku władze izraelskie musiały stworzyć ciągłą linię obronną granicy z Jordanią. Wymagało to utworzenia linii wojskowych posterunków granicznych, których utrzymanie było łatwiejsze przy połączeniu z istniejącą w sąsiedztwie osadą rolniczą. Z tego powodu utworzono wówczas położony między kibucem Geszer a Doliną Bet Sze’an, nowy kibuc Newe Ur. Warunki życia były tutaj tak trudne, że osadnicy po krótkim czasie wyjechali. Zastąpiła ich grupa młodych wolontariuszy, jednak w 1951 doszło do wewnętrznego rozłamu na tle poglądów politycznych i część mieszkańców wyjechała.
W latach 50. XX wieku do doliny dotarła fala żydowskich imigrantów z Maroka, Turcji, Egiptu, Syrii, Kurdystanu i Iraku. Odbudowali oni w 1951 roku moszaw Beit Josef, obok którego utworzono nowy moszaw Jardena. Wzmocniono także przygraniczny kibuc Neve Ur. W tym samym roku utworzono grupę trzech moszawów na południe od miasta Bet Sze’an: Rechow i Sede Terumot. Ich mieszkańcy zmagali się z dużymi trudnościami gospodarczymi i dopiero połączenie sił umożliwiło przezwyciężyć trudności. Wspólnie tworzą one powiązaną wioskę rolniczą o nazwie Bikur Jiszuvej (hebr. ישובי ביכורה). Rok później dołączył do niej nowo powstały moszaw Rewaja. W latach 60. XX wieku coraz większym problemem dla Doliny Bet Sze’an stawało się zapewnienie bezpieczeństwa od strony położonej na południu Samarii. Z tego powodu utworzono w masywie górskim Gilboa sieć placówek wojskowych, przy których w 1962 roku utworzono osadę Ma’ale Gilboa. Została ona w 1968 roku przekształcona w cywilny kibuc.
Podczas wojny na wyczerpanie (1967–1970) przygraniczne osady były wielokrotnie ostrzeliwane przez jordańską artylerię i poniosły z tego powodu duże straty. Dopiero wojna sześciodniowa z 1967 roku przyniosła stabilizację i uspokojenie sytuacji w całej dolinie. W 1982 roku w górach Gilboa powstał religijny kibuc Meraw. W tym samym roku zdecydowano się na utworzenie nowej wioski w rejonie moszawów Rechov, Sde Trumot i Revaja. Wioska Tel Te’omim zapewniła mieszkania dla pracowników i rodzin pracujących w tej okolicy. W 1990 roku w masywie górskim Gilboa utworzono wioskę terapeutyczną Malkiszua, w której leczone są osoby uzależnione od narkotyków. Zupełnie odrębną historią jest wioska Menachemja, która jest położona na północ od kibucu Geszer, na zachodniej krawędzi Doliny Kinaret. Osada powstała w 1901 roku, i w latach 1951-2006 posiadała prawa samorządu lokalnego. Po pozbawieniu tych praw została przekształcona w zwykłą wieś komunalną.
W 1995 roku Samorząd Regionu Doliny Bet Sze’an nawiązał współpracę partnerską z Federacją Gmin Wyznaniowych Żydowskich w Cleveland w Stanach Zjednoczonych. Gdy na początku XXI wieku nastąpiła stagnacja gospodarcza tutejszych osad, a wiele z nich znalazło się w głębokim kryzysie finansowym, wymusiło to podjęcie decyzji o częściowej prywatyzacji kibuców. Amerykańska społeczność żydowska z Cleveland zainicjowała wówczas program mający na celu zwiększenie atrakcyjności Doliny Bet Sze’an. Częścią tej kampanii była zmiana w 2008 roku nazwy na Samorząd Regionu Emek ha-Majanot. Nową nazwę wybrał profesjonalny konsultant w dziedzinie marketingu. Wskazał on, że nazwa ta lepiej odnosi się do regionu, w którym jest 30 naturalnych źródeł słodkiej wody. Jest to niezaprzeczalny atut regionu, który umożliwia rozwój tutejszego rolnictwa.

## Polityka

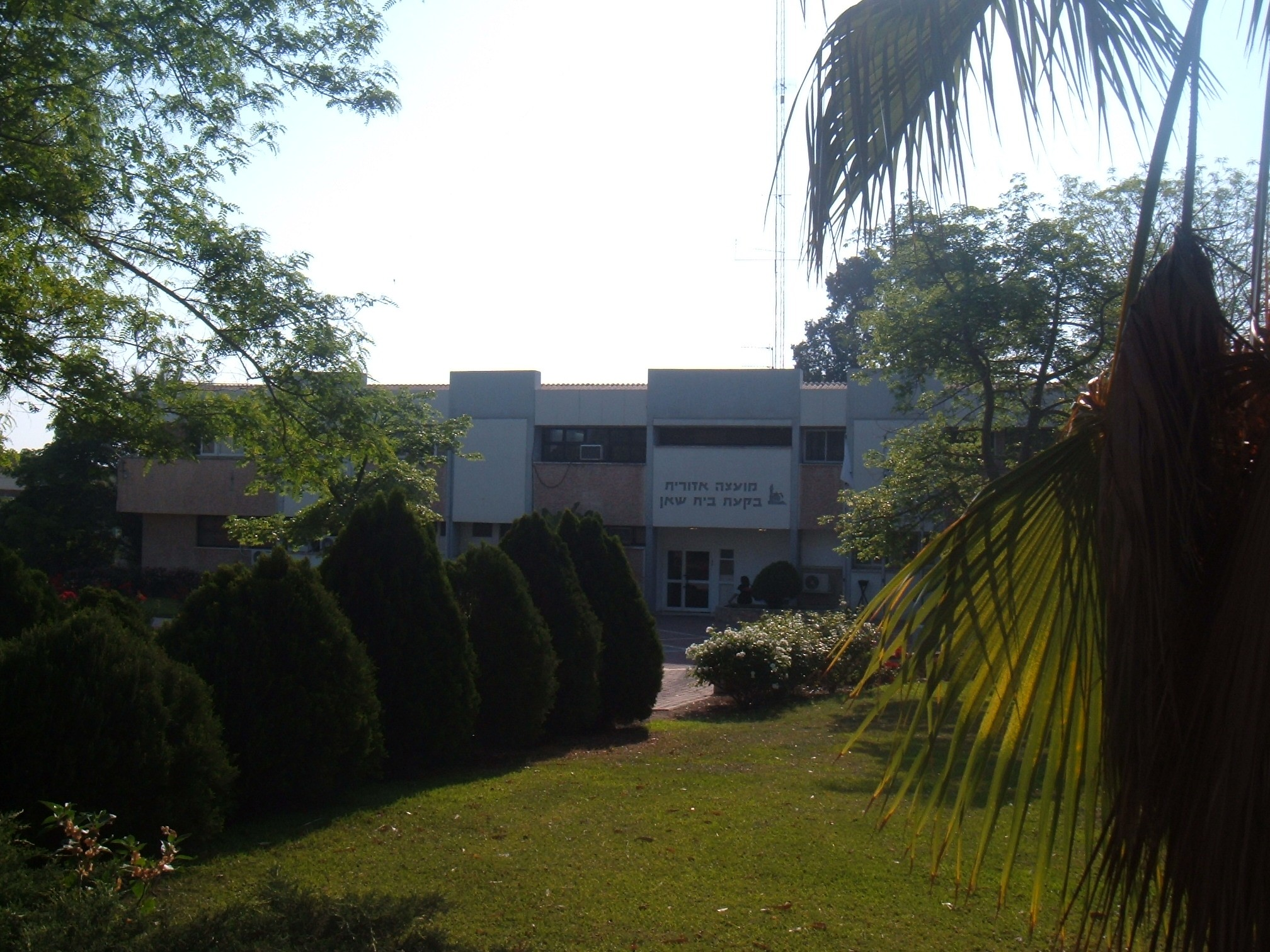
Budynek administracji Regionu Emek ha-Majanot przy mieście Bet Sze’an

Władze administracyjne Samorządu Regionu znajdują się przy drodze nr 7079 przy strefie przemysłowej na wschód od miasta Bet Sze’an. Rada liczy 22 członków.

## Osiedla
W 16 kibucach, 5 moszawach i 3 wioskach żyje tutaj ponad 11 tys. mieszkańców.
| Kibuce: - En ha-Naciw - Geszer - Chamadja - Kefar Ruppin - Ma’ale Gilboa - Ma’oz Chajjim - Meraw - Mesillot | - Newe Etan - Newe Ur - Nir Dawid - Reszafim - Sede Elijjahu - Sede Nachum - Szeluchot - Tirat Cewi | Moszawy: - Bet Josef - Jardena - Rechow - Rewaja - Sede Terumot | Wioski: Komunalne: - Menachemja - Tel Te’omim Inne: - Malkiszua |

## Edukacja
We wszystkich osadach znajdują się przedszkola. System edukacji urządzono w ten sposób, że szkoły podstawowe są w kibucach Chamadja, Mesilot i Sede Elijjahu, moszawie Rechow oraz w wiosce Menachemia. Szkoła średnia jest w kibucu Newe Etan. W 2009 liczba klas wynosiła 117. Liczba wszystkich uczniów wynosiła 2449.
W kibucu Kfar Ruppin realizowany jest projekt edukacyjny dla młodych imigrantów z Ameryki Łacińskiej. Młodzież wraz z rodzicami przyjeżdża tutaj na kilkutygodniowe kursy, poznając język, kulturę i kraj. W kibucu jest także szkoła specjalna z internatem dla dziewcząt zagrożonych narkomanią.

## Religia
En ha-Naciw wraz z sąsiednimi osadami Szluchot, Sede Elijjahu i Tirat Cewi tworzą blok religijnych kibuców. W kibucu En ha-Naciw znajduje się religijny College Midreszet En ha-Naciw. Kibuc prowadzi także intensywne kursy nauki języka hebrajskiego ulpan przeznaczone głównie dla Francuzów, którzy pragną dokonać konwersji na Judaizm. W kibucu Ma’ale Gilboa jest jesziwa, której studenci łączą dwa lata studiów religijnych z trzyletnią służbą wojskową.

## Turystyka
Dolina Bet Sze’an leży pomiędzy górami Gilboa na południu i wzgórzami Ha-Galil ha-Tachton na północy. Po stronie wschodniej zamyka ją rzeka Jordan, a w kierunku zachodnim przechodzi w Dolinę Jezreel. Takie położenie powoduje, że tutejsze osady są niezwykle atrakcyjne turystycznie. Szczególnie wyjątkowe miejsce zajmuje wśród nich kibuc Nir David, który przez wielu jest nazywany „najpiękniejszym kibucem Izraela”. Przez jego środek przepływa strumień Amal, który tworzy uroczą wadi objętą ochroną przez Park Narodowy Gan ha-Szelosza. Woda rzeki pochodzi z trzech naturalnych źródeł, o stałej temperaturze przez cały rok 28 °C. W kibucu utworzono także ogród zoologiczny prezentujący faunę i florę Australii: torbacze, kangurowate i koala. Rancho oferuje naukę jazdy na koniach dla dzieci i dorosłych. Czasami odbywają się tutaj zawody jeździeckie z konkursem skoków przez przeszkody.
Rejon rzeki Jordan i okoliczne stawy hodowlane ryb są naturalnym terenem występowania wielu gatunków ptaków. Kibuc Kfar Ruppin jest reklamowany jako jedno z najlepszych miejsc do obserwacji ptaków na północy Izraela. Znajduje się tutaj stacja obrączkowania ptaków.
Dolina oferuje także liczne atrakcje historyczne. W rejonie kibucu Ma’oz Chajjim archeolodzy odkryli pozostałości średniowiecznej synagogi. Wykopaliska odkryły podłogową mozaikę z wizerunkiem siedmioramiennego świecznika. Synagoga jest datowana na okres V-VII wieku. Na południe od kibucu jest mały rezerwat przyrody Maoz Haim, w którym rosną unikalne drzewa tropikalne. W sąsiedztwie kibucu Tirat Cvi odkryto pozostałości starożytnej synagogi pochodzącej z IV wieku. Zachowała się mozaika podłogowa z wizerunkiem siedmioramiennego świecznika. Została ona odnowiona i przeniesiona do kibucu. Umieszczono ją przed wejściem do współczesnej synagogi. Dodatkową atrakcją jest zachowany fragment rzymskiej drogi. W położonym na północy kibucu Geszer znajduje się Muzeum Bitwy i Starego Geszer prezentujące historię jego obrony i walki z Arabami. Muzeum urządzono w podziemnym schronie. Na południe od kibucu znajduje się stanowisko archeologiczne Geszer ze śladami osadnictwa z okresu wczesnego neolitu i środkowej epoki brązu. Miejsce wykopalisk jest udostępnione turystom. Na pobliskiej górze znajdują się ruiny twierdzy Belvoir, którą wybudowali w 1130 krzyżowcy.
W kibucu Szluchot rozwijana jest koncepcja organizacji obozów letnich „Kayitz Bakibbutz” dla grup młodzieży żydowskiej z Ameryki Północnej. Z tego powodu utworzono tutaj całą bazę turystyczną z pełnym zapleczem sportowym. W pozostałym okresie domki są wykorzystywane dla wszystkich chętnych wypoczywać w wiejskim kibucu o charakterze religijnym.

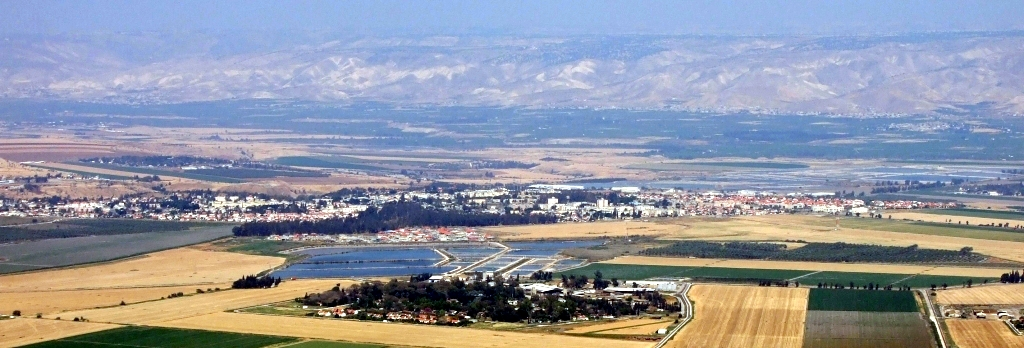
Panorama Doliny Bet Sze’an

## Gospodarka
Gospodarka wiosek opiera się na rolnictwie, sadownictwie, hodowli zwierząt i stawach hodowlanych. W większości tutejszych osad znajdują się różne zakłady przemysłowe, które dają zatrudnienie mieszkańcom. Miejscem zatrudnienia są także strefy przemysłowe miasta Bet Sze’an. Według danych z 2009 przeciętne miesięczne wynagrodzenie pracowników w samorządzie regionu Doliny Źródeł wynosiło 6263 szekli (średnia krajowa: 7070 ILS).

## Transport
Miasto Bet Sze’an stanowi centrum komunikacyjne całego regionu. Krzyżują się tutaj biegnąca z południa na północ droga nr 90 z biegnącą ze wschodu na zachód drogą nr 71. Na rzece Jordan jest przejście graniczne Rzeka Jordan z Jordanią. W 2009 roku w regionie znajdowało się 3225 zarejestrowanych pojazdów mechanicznych, w tym 2185 samochodów. W ciągu tego roku doszło do czterech wypadków drogowych.